# Jornada Mundial de la Joventut 2008
La Jornada Mundial de la Joventut 2008 (JMJ 2008) va ser un festival juvenil catòlic que va començar el 15 de juliol i va durar fins al 20 de juliol de 2008 a Sydney, Austràlia. Va ser la primera Jornada Mundial de la Joventut celebrada a Austràlia i la primera Jornada Mundial de la Joventut a Oceania. Aquesta trobada va ser decidida pel Papa Benet XVI, durant la Jornada Mundial de la Joventut de Colònia de l'any 2005. El lema era «Rebràs poder quan l'Esperit Sant vingui sobre tu» (Ac 1:8).
Uns 500.000 joves de 200 països van assistir durant la setmana, i més d'1.000.000 van venir el cap de setmana. S'hi van unir uns 600 bisbes i cardenals, així com 6.600 periodistes.

## Programa dels esdeveniments
Els festivals de la JMJ van començar l'1 de juliol de 2007, quan una gran creu de fusta de 3,8 metres d'alçada i una gran icona de la Mare de Déu de 15 kg van arribar a Sydney per viatjar per tot el país. L'esdeveniment d'estil de relleus, conegut com el Viatge de la Creu i la Icona va veure la creu i la icona peregrinar per les diòcesis d'Austràlia, involucrant-se amb una varietat de parròquies i comunitats catòliques.
La Creu de la Jornada Mundial de la Joventut va ser confiada als joves del món pel Papa Joan Pau II l'any 1984 com a signe de pau i esperança. El papa va dir als joves del món que la portin arreu del món com «un símbol de l'amor de Crist per la humanitat». L'any 2004, el papa Joan Pau II va encarregar la gran icona de la Mare de Déu per acompanyar el pelegrinatge de la creu. És un símbol destinat a representar l'amor maternal de Maria pels joves. Des de l'anunci de l'amfitrió de la Jornada Mundial de la Joventut, la creu i la icona viatgen cerimonialment per tot el món de manera similar al relleu de la torxa olímpica.
La setmana anterior a l'acte principal, molts joves pelegrins catòlics van passar temps a diferents parts d'Austràlia i Nova Zelanda, allotjant-se a una parròquia local com a part del programa Days in the Dioceses (Jornades a les diòcesis). Després de la seva estada, van viatjar a Sydney per a la missa d'obertura de l'esdeveniment principal d'una setmana.
El Papa va arribar a Sydney el 13 de juliol a la base aèria de Richmond al nord-oest de Sydney amb un vol especial d'Alitalia. Fins al 17 de juliol es va allotjar al centre de l'Opus Dei, anomenat Kenthurst Study Centre, a 30 km de Sydney.
El 15 de juliol, la Jornada Mundial de la Joventut 2008 va començar amb la missa d'obertura celebrada pel cardenal George Pell, arquebisbe de Sydney, a Barangaroo. Això va ser seguit d'un concert.
Cada matí del 15 al 17 de juliol es van celebrar catequesis en aproximadament 300 localitats. Els pelegrins rebien els ensenyaments d'un bisbe i també celebraven la missa. Les catequesis van ser instàncies de formació que es van impartir a diversos punts de la badia de Sydney, en les quals es feia una xerrada o tema relacionat amb la mateixa trobada de la joventut. Les catequesis es van desenvolupar durant el matí des de dimecres fins divendres, des de les 9.00 (19.00 GMT) fins a les 12.00h (22.00 GMT) o des de les 11.00 (21.00 GMT) fins a les 13.00 hores (23.00 GMT). Les catequesis posseïen la següent estructura:
- Benvinguda als pelegrins.
- Una petita introducció a la catequesi, que podia incloure música o un testimoni.
- Reconciliació, que es va ser un discurs previ a la catequesi del bisbe.
- Catequesi del bisbe.
- Discussions als grups i un moment de preguntes.
- Temps de reflexió, que podia incloure adoració al Santíssim Sagrament.
- Petit descans.
- Trobada amb la resta dels pelegrins.

A les tardes, els pelegrins entraven a la ciutat i assistien a la Festa de la Joventut que constava d'una sèrie d'activitats culturals, exposicions d'art, concerts, pel·lícules, seminaris, conferències, fòrums de discussió i adoracions Els festivals de joventut eren instàncies per compartir amb pelegrins d'altres regions del món i assistir a exposicions o trobades relacionades amb la jornada. Totes les activitats eren sense cost i posseïen la característica de centrar-se en algunes àrees del catolicisme específic. Aquests festivals es van realitzar des de dilluns fins a diumenge, sent només suspès el dia dissabte, per preparar la vigília.
El 17 de juliol de 2008, 500.000 assistents d'arreu del món van estar presents a Barangaroo per donar la benvinguda al Papa Benet XVI en un dia batejat per la premsa com a «Super Thursday» (Superdijous). En realitat, el Papa va arribar el 14 de juliol, però només va aparèixer en públic per primera vegada el 17. L'acte va implicar que el Papa viatjava per Port Jackson en una «barcassa» on els pelegrins s'alineaven a les costes per veure'l. No obstant això, hi va haver molts espectadors decebuts en llocs com els Jardins Botànics i Circular Quay que no van veure realment el Papa a causa d'on estava assegut al vaixell. A l'acte van actuar el Sydney Children's Choir i Gondwana Voices. A continuació, el Papa va parlar extensament amb els pelegrins i els va saludar en cinc idiomes estrangers. Per tal que els pelegrins el veiessin millor, el Papa va ser conduït al voltant de Barangaroo entre les multituds en el seu papamòbil.
| «                | Estimats joves, deixeu-me que us faci una pregunta... Com feu servir els dons que us han donat, el «poder» que l'Esperit Sant encara està disposat a alliberar dins vostre? Quin llegat deixaràs als joves encara per venir? Quina diferència faràs? | » |
| — Papa Benet XVI | |   |

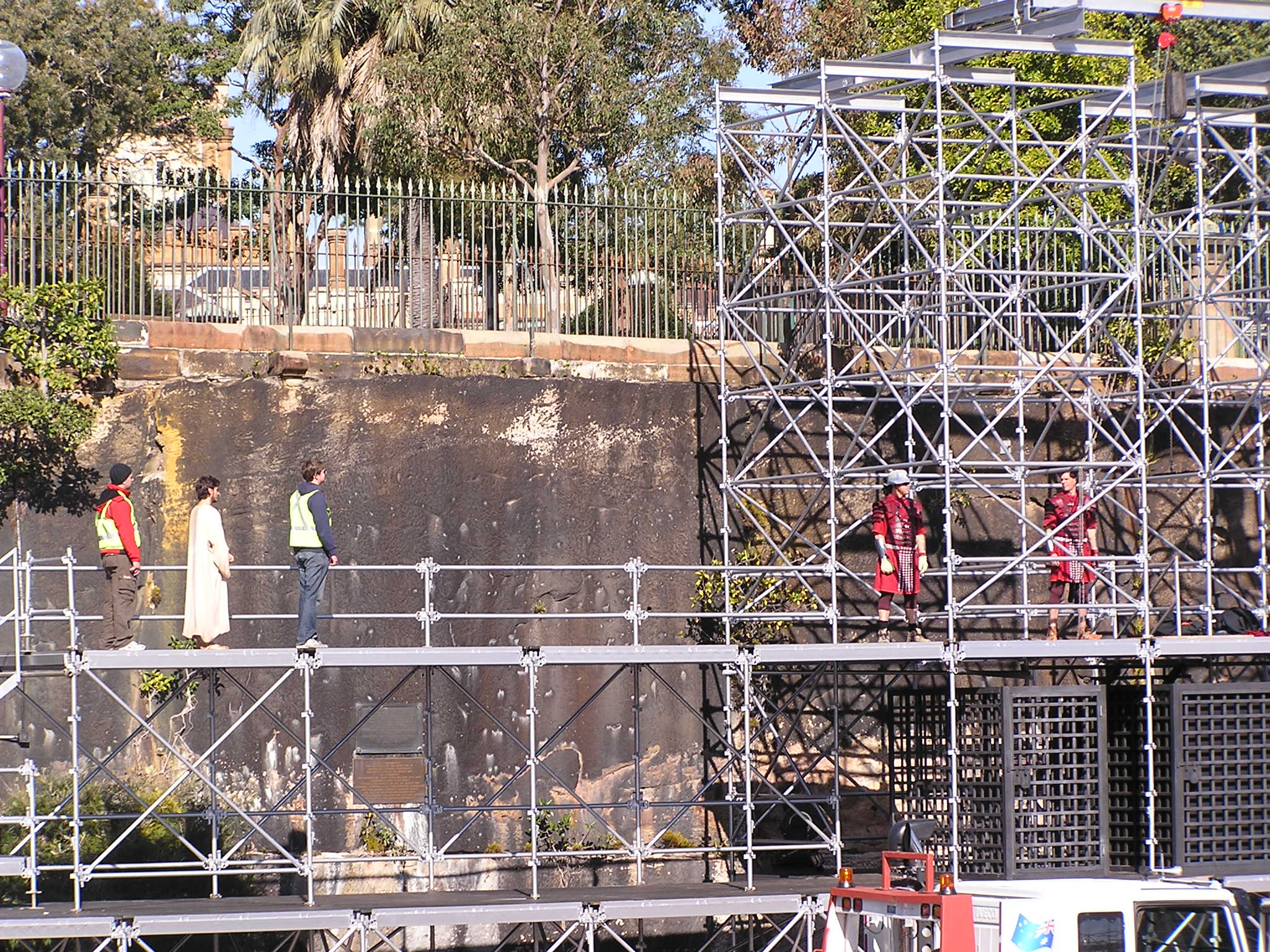
Estació del Via Crucis el 12 de juliol prop de l'Òpera de Sydney

El 18 de juliol, hi va haver una recreació en directe de la Via Crucis als principals llocs d'interès de la ciutat amb uns 270.000 participants estimats. Al voltant de 500 milions de persones a tot el món van seguir la Via Crucis per televisió.
| Estació | Nom (anglès)                                                                            | Lloc                         |
| ------- | --------------------------------------------------------------------------------------- | ---------------------------- |
| I       | El darrer Sopar (The Last Supper)                                                       | St Mary's Cathedral          |
| II      | L'agonia a l'Hort de les Oliveres (The Agony in the Garden of Gethsemane)               | The Domain                   |
| III     | Jesús davant el Sanedrí (Jesus before the Sanhedrin)                                    | The Art Gallery of NSW       |
| IV      | Jesús davant Ponci Pilat (Jesus before Pontius Pilate)                                  | Sydney Opera House           |
| V       | Jesús és fuetejat i coronat (Jesus is whipped and crowned)                              | Sydney Opera House Forecourt |
| VI      | Jesús carrega amb la creu (Jesus carries his Cross)                                     | Sydney Opera House Forecourt |
| VII     | Jesús és ajudat per Simó de Cirene (Jesus is helped by Simon of Cyrene)                 | Cockle Bay, Darling Harbour  |
| VIII    | Jesús parla a les dones de Jerusalem (Jesus speaks to the women of Jerusalem)           | Barangaroo, Centre Stage     |
| IX      | Jesús és despullat i clavat (Jesus is stripped and nailed)                              | Barangaroo North Stage       |
| X       | Jesús i el bon lladre (Jesus and the Good Thief)                                        | Barangaroo North Stage       |
| XI      | Jesús parla a Maria i Joan (Jesus speaks to Mary and John)                              | Barangaroo North Stage       |
| XII     | Jesús mor a la Creu (Jesus dies on the cross)                                           | Barangaroo North Stage       |
| XIII    | El Cos de Jesús és baixat de la Creu (The body of Jesus is brought down from the Cross) | Barangaroo North Stage       |

El 19 de juliol, uns 235.000 pelegrins es van embarcar en una caminada de pelegrinatge de 10 km, començant a la capella de Mary MacKillop al nord de Sydney, pel pont del Port de Sydney i per tota la ciutat per assistir a una vetlla nocturna abans de la missa a l'hipòdrom de Randwick.
Aproximadament 250.000 pelegrins van vetllar durant la nit a Randwick, i entre 300.000 i 400.000 participants van assistir a la Missa final celebrada pel papa Benet XVI el diumenge 20 de juliol.
El papa Benet va continuar una tradició de misses papals australianes a l'hipòdrom de Randwick, seguint els passos de Joan Pau II i Pau VI. En acabar la Missa final, el Papa va anunciar que la Jornada Mundial de la Joventut 2011 se celebraria a Madrid, Espanya.

### Web 2.0
La JMJ 2008 va ser la primera Jornada Mundial de la Joventut que va aprofitar al màxim les telecomunicacions, amb el Papa Benet enviant missatges de text als pelegrins durant la setmana. Cada pelegrí que s'inscrigués a la JMJ tenia l'opció de facilitar un número de telèfon mòbil al qual s'enviaria el missatge del Pontífex al començament de cada dia.
| Data                   | Missatge del Papa |
| ---------------------- | --- |
| Dimarts 15 de juliol   | Young friend, God and his people expect much from you because you have within you the Fathers supreme gift: the Spirit of Jesus –BXVI Jove amic, Déu i el seu poble esperen molt de tu perquè tens dins teu el do suprem dels Pares: l'Esperit de Jesús –BXVI |
| Dimecres 16 de juliol  | The Holy Spirit gave the Apostles and gives you the power boldly to proclaim that Christ is risen! –BXVI L'Esperit Sant va donar als apòstols i us dona el poder de proclamar amb valentia que Crist ha ressuscitat! -BXVI                                    |
| Dijous 17 de juliol    | The Holy Spirit is the principal agent of salvation history: let him write your life history 2! –BXVI L'Esperit Sant és el principal agent de la història de la salvació: deixeu-lo escriure la vostra història de vida 2! -BXVI                              |
| Divendres 18 de juliol | The spirit impels us 4ward 2wards others; the fire of his love makes us missionaries of God's charity. See you tomorrow nite –BXVI L'esperit ens impulsa cap als altres; el foc del seu amor ens fa missioners de la caritat de Déu. Ens veiem demà nit –BXVI |
| Dissabte 19 de juliol  | Dear friend, you must be holy & you must be missionary: never separate holiness from mission –BXVI Benvolgut amic, has de ser sant i has de ser missioner: no separes mai la santedat de la missió -BXVI                                                      |

També va veure el llançament d'una nova xarxa social de registre anomenada xt3.com, amb l'objectiu de connectar els joves catòlics abans, durant i després de la Jornada Mundial de la Joventut 2008.
El 8 de setembre es va enviar un missatge final per SMS als pelegrins de la JMJ2008 registrats a xt3.com, 50 dies després de la Missa de clausura:
| «                | Dear Friends, Fifty days ago we were together for the celebration of Mass. Today I greet you on the birthday of Mary, Mother of the Church. Empowered by the Spirit and courageous like Mary your pilgrimage of faith fills the Church with life! Soon I am to visit France. I ask you all to join me in praying for the young people of France. May we all be rejuvenated in hope! | Benvolguts amics, Fa cinquanta dies estàvem junts per a la celebració de la missa. Avui us saludo en l'aniversari de Maria, Mare de l'Església. Potenciat per l'Esperit i valent com Maria, el teu pelegrinatge de fe omple de vida l'Església! Aviat vaig a visitar França. Us demano a tots que us acompanyeu a pregar pels joves de França. Que tots estiguem rejovenits amb l'esperança! | » |
| — Papa Benet XVI | | |   |

### Alimentació
Als pelegrins se'ls va servir un menú tradicional australià. Durant l'esdeveniment de sis dies, es van servir 3,5 milions d'àpats. Per atendre les masses, es van demanar 210.000 llesques de pa, 425.000 barretes de xocolata, 200.000 pastissos de carn i 300.000 porcions de Weet-Bix Crunch. «Volem oferir als pelegrins un bon menjar i una mica de gust australià», va dir el director de serveis de la JMJ, Geoff Morris; «Hem intentat fer-ho incloent alguns dels nostres articles més emblemàtics, com ara Tim Tams, Weet-Bix Crunch, Vegemite, lamingtons i bons fesols al forn». Els organitzadors també van organitzar una «Big Aussie BBQ», que va veure 200 barbacoes il·luminades simultàniament a Sydney.
| «                      | No hi ha res d'immoral amb una mica de comercialitat. La nostra forma de vida es basa en el mercantilisme, el comerç, la indústria, les finances i la gent té dret a guanyar-se la vida fent una cosa bona, que és difondre el missatge de Crist d'una manera moderna. | » |
| — Cardenal George Pell | |   |

### Records
Els pelegrins i el públic van poder comprar 470 productes diferents, incloent records papals com ara rosaris especials de la JMJ, gorres de beisbol del Papa Benet XVI i samarretes de rugbi. L'arquebisbe catòlic de Sydney, el cardenal George Pell, va dir que l'Església no buscava obtenir beneficis.

Imatge de la multitud a la vetlla el 19 de juliol

Qualsevol mercaderia restant es va donar a organitzacions benèfiques catòliques i la roba sobrant es va enviar a l'estranger als països en desenvolupament.

## Assistència

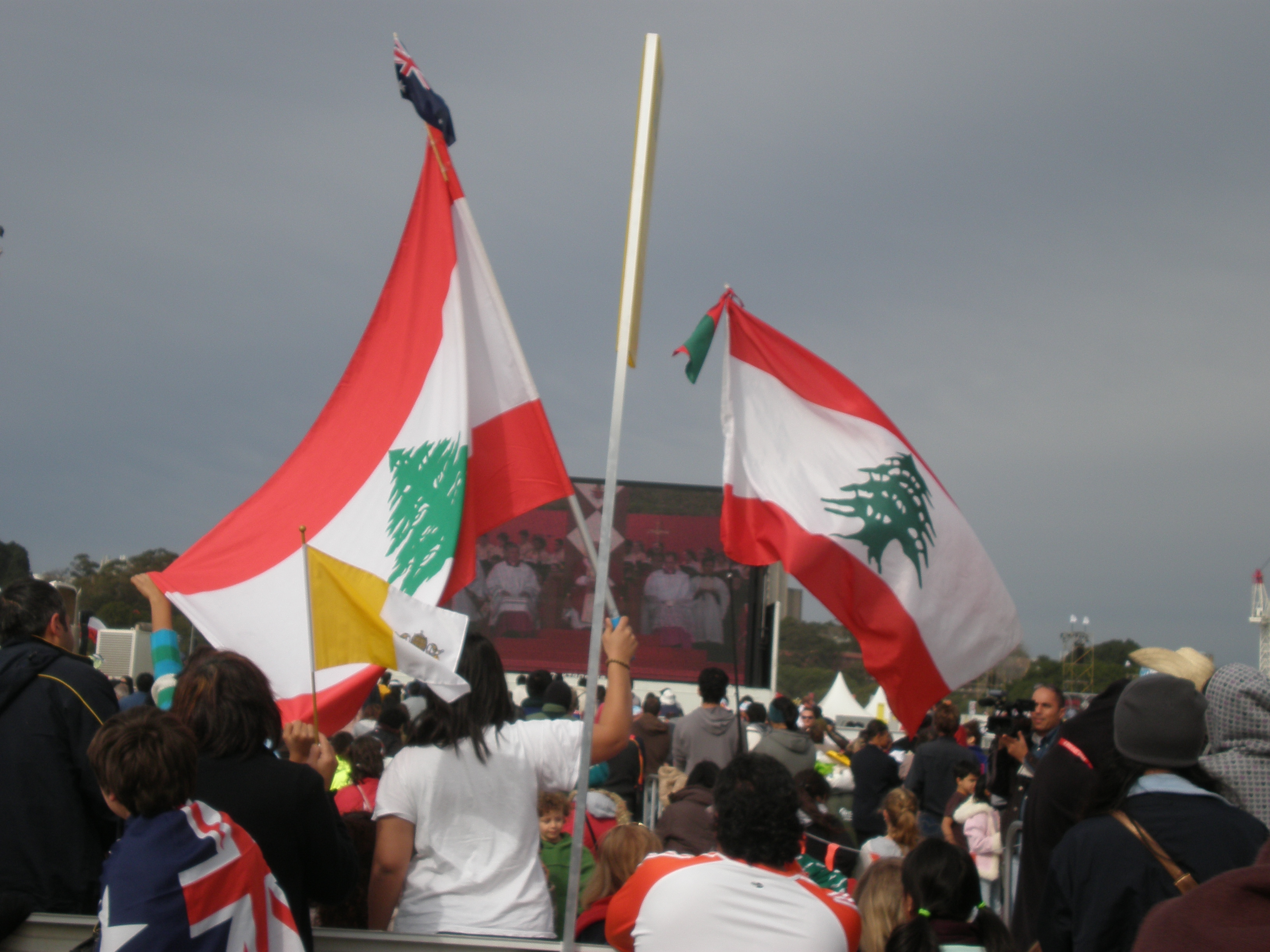
Libanesos onejant la bandera del seu país a la Jornada Mundial de la Joventut de 2008

Els organitzadors de la Jornada Mundial de la Joventut van revisar a la baixa el nombre d'assistents previst durant la preparació de l'esdeveniment. L'octubre de 2007, l'arquebisbe catòlic de Sydney, George Pell, va afirmar que «més de mig milió» de persones assistirien a la missa final a Randwick. La pàgina web de la Jornada Mundial de la Joventut va publicar més tard una assistència probable de «fins a» mig milió. De la mateixa manera, el nombre previst d'assistents a l'estranger era de 150.000 persones el 2006. Això es va modificar posteriorment a una projecció de «més de 125.000» persones de l'estranger.
Es van concedir 65.000 visats a 12 dies abans de l'inici de l'esdeveniment.
Al voltant de 500.000 van donar la benvinguda al papa a Sydney i 270.000 van veure la Via Crucis. Més de 300.000 pelegrins van acampar durant la nit per assistir a la missa final. L'assistència final informada per Reuters va ser de fins a 300.000, però el director d'operacions de la Jornada Mundial de la Joventut, Danny Casey, i altres mitjans de comunicació van informar de més de 400.000 assistents.

## L'ocell de Marjorie
Marjorie Dunn Liddy, una dona de les illes Tiwi que va ser criada per monges catòliques a l'illa de Melville, va pintar un punt blanc en forma d'ocell sobre un fons marí que es va convertir en la imatge de la Jornada Mundial de la Joventut de 2008. La imatge es va conèixer comunament com Marjorie’s Bird (l'ocell de Marjorie), encara que Liddy l'anomena El dia que l'Esperit Sant va visitar la Marjorie i el seu poble, sent la seva gent una referència per a tots els australians.
Liddy no havia pintat mai abans de crear aquesta imatge que es va incloure a la part posterior de les casulles per a la missa papal. Liddy explica la història de ser tocada per l'Esperit Sant després d'un dia de pesca que va servir d'inspiració per a la imatge.

## Himne
Receive the Power, una cançó original escrita per Guy Sebastian i Gary Pinto, va ser escollida el maig de 2007 com a himne oficial de la Jornada Mundial de la Joventut de 2008.
Receive the Power es va reproduir àmpliament durant els sis dies de la Jornada Mundial de la Joventut i també en la cobertura televisiva que va fer la volta al món. Sebastian va actuar al concert després de la missa d'obertura que va donar la benvinguda oficial al papa Benet XVI a Austràlia. Guy Sebastian i Paulini Curuenavuli també van interpretar tant la versió anglesa com la internacional a la missa final a l'hipòdrom de Randwick el 20 de juliol. Es calcula que unes 400.000 persones van assistir a la missa.
Sebastian i Paulini van ser convidats a interpretar Receive The Power en el comiat del Papa i agraïment als voluntaris el 21 de juliol.

## Indulgències
El Papa va anunciar que els pelegrins de la Jornada Mundial de la Joventut 2008 i els d'arreu del món que si resaven pels «objectius espirituals d'aquesta trobada i pel seu feliç resultat» podrien rebre indulgències. En l'ensenyament catòlic romà es creu que una indulgència esborra el càstig temporal (temps passat al purgatori) que resulta del pecat.
Hi havia dos tipus d'indulgències disponibles:
- indulgència plenària (completa): per als assistents

- indulgència parcial - per als qui resen[41]

## Polèmiques al voltant de la Jornada Mundial de la Joventut

### Finançament públic
Alguns estaven preocupats pel que fa al finançament públic del govern de l'estat de Nova Gal·les del Sud de 129 milions de dòlars australians i el finançament del govern federal de 55 milions de dòlars. Alguns el van descriure com un «esdeveniment de promoció» per a l'Església catòlica.
Tanmateix, la Cambra de Comerç de Sydney va estimar que el Dia Mundial de la Joventut generaria 230 milions de dòlars d'activitat econòmica i el govern de l'estat de Nova Gal·les del Sud va afirmar que tindria un benefici econòmic directe superior als 150 milions de dòlars. A més dels beneficis directes, el govern de l'estat va dir que la cobertura de la Jornada Mundial de la Joventut a l'estranger va valer almenys 1.000 milions de dòlars. Aquests guanys compensarien i superarien la despesa del govern en el Dia Mundial de la Joventut.

### Ús de l'hipòdrom de Randwick
L'ús de l'hipòdrom de Randwick per a l'esdeveniment va ser criticat i impugnat legalment per la indústria de les curses de cavalls de Sydney. Els representants del sector van argumentar que els llocs alternatius, com ara el Sydney Olympic Park a Homebush Bay, eren llocs més adequats. Tanmateix, els governs federals i de Nova Gal·les del Sud i els organitzadors de l'esdeveniment van insistir que l'hipòdrom de Randwick era l'únic lloc adequat per a un esdeveniment d'aquesta magnitud.
El comitè del Dia Mundial de la Joventut es va oferir inicialment a pagar un acord acordat a la indústria de les curses. No obstant això, després d'algunes queixes, el govern federal i el govern de l'estat de Nova Gal·les del Sud van intervenir i van prometre conjuntament 42 milions de dòlars en compensació a la indústria de les curses, més del triple de la quantitat acordada anteriorment. A canvi, la indústria va traslladar les seves operacions als hipódroms de Warwick Farm i Rosehill Gardens, amb infraestructures en aquests llocs i a Randwick per millorar com a part del paquet de compensació. A més, el contracte d'arrendament del Club de Jockey Australià a Randwick s'havia de prorrogar 50 anys.
Malgrat algunes preocupacions anteriors, la missa final va deixar la gespa en bon estat. El cap del comitè de direcció del projecte Randwick, Hugh Martin, va declarar que estava «molt satisfet amb l'estat de la pista» i un portaveu del Club de Jockey Australià va assenyalar que «la pista sembla haver aguantat bé».

### Legislació de les Jornades Mundials de la Joventut
El Parlament de Nova Gal·les del Sud va aprovar la Llei del Dia Mundial de la Joventut de 2006 (World Youth Day Act 2006) especialment per a l'esdeveniment. Però les regulacions fetes en virtut d'aquesta llei havien estat la font d'alguna controvèrsia, principalment en el funcionament de diverses disposicions del Reglament de la Jornada Mundial de la Joventut de 2008 dins de les centenars de les anomenades «àrees declarades» a Sydney. Aquestes zones incloïen més de 40 ubicacions de la ciutat, inclosos llocs turístics populars, l'Òpera de Sydney i el pont del port de Sydney, així com nombroses estacions de transport públic i escoles.
El viceprimer ministre John Watkins va anunciar el 25 de juny de 2008 les esmenes més significatives i controvertides a la normativa i van entrar en vigor el 1r de juliol de 2008. Les persones que entressin o sortissin de zones declarades haurien estat objecte de registre, inclosos els vehicles o l'equipatge, si així es demanès. Segons The Australian, això podria haver inclòs inspeccions generals de roba, escorcolls parcials o fins i tot arrest. La normativa hauria estat aplicada per la policia, tenint competència d'execució d'algunes disposicions el Servei de Bombers Rurals i el Servei d'Emergències Estatal. Aquestes autoritzacions van ser especialment controvertides, ja que aquests poders d'execució concedits normalment només estan disponibles per a la policia. Els nous poders també van causar preocupació a aquelles organitzacions, que no consideraven que el registre fos la seva funció.
Dels reglaments més polèmics, es va poder imposar una multa màxima de 5.500 A$ per «causar molèsties o problemes» als participants de la JMJ. Això va ser impugnat al Tribunal Federal d'Austràlia per violar la llibertat constitucional implícita de comunicació política i/o excedir el poder regulador de la Llei del Dia Mundial de la Joventut de 2006 (Nova Gal·les del Sud). El Ple va estar d'acord amb aquest darrer argument, declarant invàlida la clàusula 7(1)(b) relativa a la prohibició específica de «causar molèstia als participants en un esdeveniment de la Jornada Mundial de la Joventut».

### Grups de protesta
Diversos grups d'activistes van protestar contra l'Església Catòlica en la Jornada Mundial de la Joventut. Diversos grups ateus i laics van cooperar per formar la NoToPope Coalition for WYD (Coalició No al Papa per a la JMJ). La coalició es va manifestar contra les posicions de l'església sobre el matrimoni entre persones del mateix sexe, l'avortament i la anticoncepció. A més, grups que representaven algunes víctimes d'abús sexual van protestar abans de la JMJ. Dissabte, el dia de la caminada de pelegrinatge, uns 100 manifestants es van situar a la cantonada del carrer per cantar consignes i onejar pancartes als més de 200.000 pelegrins que caminaven cap a Randwick. Una forta presència policial controlava els manifestants.
Els organitzadors de les protestes havien previst utilitzar samarretes amb consignes anticatòliques com «La religió ens perjudica privilegiant la fe per sobre de la raó», «Els serveis comunitaris molt necessaris van ser robats per pagar al Papa» i «107 clergues catòlics condemnats».
Hi va haver molt pocs enfrontaments físics entre els pelegrins i els manifestants, amb alguns iniciats pels manifestants llançant preservatius als pelegrins. La policia va arrestar un pelegrí australià per atacar un manifestant. El propietari d'una petita empresa de Sydney va al·legar que va rebre una amenaça anònima contra ell i la seva família per produir samarretes «molestes».

### Controversia sobre els comentaris del bisbe Anthony Fisher
El coordinador de la JMJ, el bisbe Fisher, va dir als periodistes que l'última controvèrsia va restar valor al gran festival de la joventut catòlica que s'està celebrant a Sydney. «Crec que la major part d'Austràlia estava gaudint, delectant-se amb la bellesa i la bondat d'aquests joves... en comptes de quedar-se malhumorat, com estan fent algunes persones, en velles ferides».
Anthony i Christine Foster es van pronunciar sobre els comentaris del bisbe, titllant-los de «molt insensibles». Les seves filles Emma i Katherine van ser violades pel sacerdot Kevin O'Donnell, que van provocar el suïcidi d'Emma als 26 anys, mentre que la seva germana Katherine va beure molt abans de quedar-se discapacitada quan un conductor borratxo l'atropellava el 1999. El director d' Advocates for Survivors of Child Abuse (Advocats per a supervivents de maltractament infantil), Michael Salter, es va mostrar indignat pels comentaris del bisbe Fisher, dient: «L'Església Catòlica té molt a aprendre sobre la càrrega de l'abús del clergat sobre la vida de les víctimes i els qui els cuiden».
Més tard, el bisbe Fisher va dir que els representants dels mitjans de comunicació l'havien citat erròniament, que, segons ell, havien estat les persones que havia qualificat de «malvades» i no les víctimes.

### Problemes de transport
Es van encarregar 4.000 serveis addicionals de tren i 3.400 autobusos per a l'esdeveniment. Es van tallar 400 carreteres i tancar 300. Les amenaces de vaga del 17 de juliol en el cor de les celebracions, fetes per treballadors del ferrocarril descontents, es van retirar després de les negociacions amb el govern de l'estat.
Després de la Jornada Mundial de la Joventut, el primer ministre de Nova Gal·les del Sud, Morris Iemma, va donar una puntuació de 10 sobre 10 al rendiment dels sistemes de transport. Va afirmar que esdeveniments especials com la JMJ van demostrar que un transport públic digne era possible i es plantejava implementar algunes de les estratègies utilitzades per a l'esdeveniment de manera continuada. L'exdirector de l'Autoritat de Carreteres i Trànsit, Ken Robinson, va dir que el sistema de transport públic va funcionar sense problemes durant la Jornada Mundial de la Joventut a causa d'una millor coordinació entre les diferents autoritats de transport, mentre que el ministre de Transport de Nova Gal·les del Sud, John Watkins, va assenyalar que el transport públic durant la setmana va funcionar «tremendament bé».

### Disculpes, trobada amb víctimes i crítiques

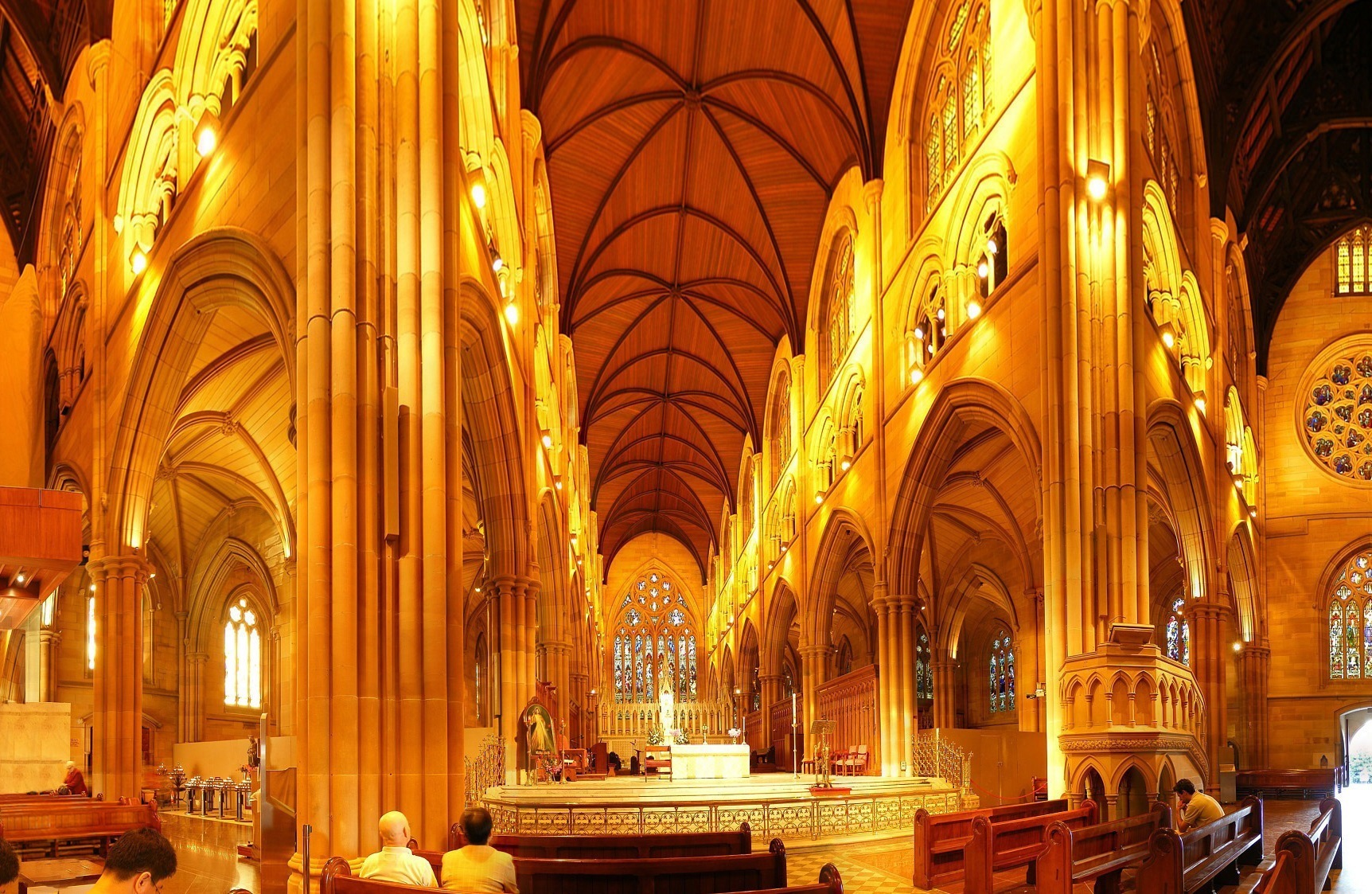
Catedral de Santa Maria, Sydney, Austràlia, residència del Papa durant la Jornada Mundial de la Joventut de 2008

El 19 de juliol de 2008, a la catedral de Santa Maria de Sydney, el papa Benet XVI va presentar una disculpa històrica total per l'abús sexual infantil per part de sacerdots i clergues a Austràlia. Davant una congregació de 3.400 persones, va demanar una indemnització i va demanar càstig per als culpables del «mal»: 
| « | Aquí m'agradaria fer una pausa per reconèixer la vergonya que tots hem sentit com a conseqüència dels abusos sexuals a menors per part d'alguns clergues. i religiosos d'aquest país. Lamento profundament el dolor i el sofriment que han patit les víctimes i els asseguro que, com a pastor, també comparteixo el seu patiment. | » |

El Papa va afegir: 
| « | Les víctimes han de rebre compassió i atenció, i els responsables d'aquests mals han de ser portats davant la justícia. Aquestes faltes, que constitueixen una traïció a la confiança tan greu, mereixen una condemna inequívoca. Demano a tots que recolzeu i ajudeu el vostre bisbes, i treballar conjuntament amb ells per combatre aquest mal. És una prioritat urgent promoure un entorn més segur i saludable, especialment per als joves. | » |

El 21 de juliol, abans de sortir d'Austràlia, el papa Benet es va reunir amb un grup de quatre víctimes d'abús sexual a la catedral de Santa Maria de Sydney, va escoltar les seves històries i va celebrar la missa amb elles. Broken Rites, el grup de suport que representa les víctimes australianes, va criticar la reunió com a escollida a mà: «Em temo que el que han fet són víctimes seleccionades que estan d'acord amb quines són les polítiques de l'església».
Broken Rites va dir: 
| « | Ho sento, pot ser un començament, però volem veure molt més. Volem que les víctimes siguin tractades de manera justa, no volem que sentin que han estat excloses, no volem que tornin a ser maltractades per les autoritats de l'església. | » |

Va informar que hi havia 107 sacerdots catòlics i germans religiosos condemnats als tribunals australians per càrrecs sexuals, i que el 2002, els bisbes australians ja havien demanat perdó per abusos passats.
L'aleshores primer ministre de Nova Gal·les del Sud, Morris Iemma, va dir que esperava que «seria un senyal de corregir els errors del passat i d'un futur millor i un millor tracte per part de l'església cap a les víctimes i les seves famílies».

## Partida
El Pontífex va partir de l'aeroport de Sydney el 21 de juliol de 2008. Abans d'embarcar en un Qantas Boeing 747-400 llogat a l'Hangar 96 de l'aeroport de Sydney, va donar les gràcies al primer ministre Kevin Rudd, al governador general general Michael Jeffery, al recentment nomenat ambaixador a la Santa Seu Tim Fischer, i el cardenal George Pell.
El Pontífex va sortir d'Austràlia després del missatge de comiat d'agraïment de Rudd: «Avui anuncio que per primera vegada Austràlia tindrà un ambaixador resident a la Santa Seu a Roma. I avui anuncio que el Govern recomanarà a la seva excel·lència el governador general el nomenament de l'antic viceprimer ministre d'Austràlia, l'honorable Tim Fischer, com a primer ambaixador resident d'Austràlia a la Santa Seu».